# Arpakshad
Arpakshad eller Arpachshad eller Arfakshad (hebreiska: אַרְפַּכְשַׁד / אַרְפַּכְשָׁד; arabiska: أرفخشذ, Ārfakhshad; "helare," "befriare") var en av Sems fem söner (Första Mosebok 10:22,24,11,12,13; Första Krönikeboken 1:17,18). Hans bröder var Elam, Assur, Lut och Aram; han var förfader till Abraham. Han ska ha fötts två år efter Syndafloden, då Sem var 100 år gammal.